# Cryosophila williamsii
Espèce
Classification phylogénétique
Espèces de rang inférieur
Statut de conservation UICN

 EW  : Éteint à l'état sauvage
Cryosophila williamsii est une espèce de palmier, plante de la famille des Arecaceae. L'espèce est considérée comme éteinte à l'état sauvage.

## Répartition et habitat
Cette espèce était endémique au Honduras où elle poussait dans la forêt tropicale humide de basse altitude.